# Manitas de Plata
Manitas de Plata, registrado como Ricardo Baliardo (Sète, 7 de agosto de 1921 — Montpellier, 5 de novembro de 2014), foi um cigano francês e guitarrista flamenco.

## Biografia
Nasceu em uma caravana cigana no sul da França. Tornou-se famoso por tocar anualmente em Saintes-Maries-de-la-Mer, local de peregrinação cigana na Camarga, onde foi gravado ao vivo por Deben Bhattacharya.
Manitas de Plata só concordou em tocar em público 10 anos após a morte de Django Reinhardt (1910-1953), que era, por unanimidade, considerado o rei dos guitarristas ciganos da época. Uma das gravações de Manitas valeu-lhe uma carta escrita por Jean Cocteau, aclamando-o como compositor.
Após ouvi-lo tocar em Arles em 1964, Pablo Picasso exclamou: "Este homem é de maior valor do que eu!" e começou a desenhar na guitarra.
Manitas de Plata se tornou realmente famoso apenas depois de uma exposição de fotografia em Nova York, organizada pelo seu amigo Lucien Clergue. Ele gravou o primeiro álbum oficial na capela de Arles, na França, para o selo Connoisseur Society; tratava-se de um LP duplo, popular, que chamou a atenção do público americano. Um empresário americano conseguiu que ele fizesse um concerto no Carnegie Hall, em Nova York, em dezembro de 1965.
Em Nova York, Manitas de Plata, que era analfabeto, representou a Europa na festa anual das Nações Unidas.
Desde 1967, Manitas de Plata percorreu o mundo inteiro e gravou vários discos. Tocou com Paco de Lucia e para a dançarina Nina Corti.  Em 1968, ele tocou no Royal Variety Performance em Londres.

## Álbuns
- Juerga! (1963)
- Flamenco Guitar (1965)
- Flamenco Guitar
- Manitas de Plata - The world's greatest living flamenco artist (1966, Phillips, BL 7787)
- Manitas de Plata et les siens (1967, Columbia Records, FL 363)
- The Art of the Guitar (1968, Everest Records, SDBR 3201)
- La guitare d'or de Manitas (1970, Columbia Records, S 63915)
- Et Ses Guitares Gitanes (1972, CBS, S65020)
- Excitement of Manitas De Plata (1973, RCA Camden, CDS 1139)
- Hommages (1973, Embassy Records, S EMB 31003)
- Feria Gitane (1994)
- Olé (1994)
- Manitas de Plata at Carnegie Hall (1995)
- Flaming Flamenco (1997)
- Manitas de Plata (1998)
- Camargue de Manitas (1999)
- Guitare D'Or Manitas de Plata (1999)
- Flores de mi corazon (1999, Troubadour Records)
- Guitarra Flamenco (2001)
- Manitas de Plata et los Plateros (2004)

Nota: Juerga! foi gravado em Arles, na França, em outubro de 1963, com Jose Reyes, Manero Ballardo e os ciganos de Saintes Maries de la Mer. Produtor: E. Alan Silver; engenheiro de som: David B. Jones. Gravadora: Connoisseur Society.